# Ceinture de Kuiper
Vous lisez un « article de qualité » labellisé en 2008.
Pour les articles homonymes, voir Kuiper.
La ceinture de Kuiper (parfois appelée ceinture d'Edgeworth-Kuiper, prononcé en néerlandais : /ˈkœypər/) est une zone du Système solaire s'étendant au-delà de l'orbite de Neptune, entre 30 et 55 unités astronomiques (au). Cette zone en forme d'anneau est similaire à la ceinture d'astéroïdes, mais plus étendue, 20 fois plus large et de 20 à 200 fois plus massive,. Comme la ceinture d'astéroïdes, elle est principalement composée de petits corps, restes de la formation du Système solaire, et d'au moins trois planètes naines, Pluton, Makémaké et Hauméa (Éris est un objet épars, situé au-delà de la ceinture de Kuiper). En revanche, tandis que la ceinture d'astéroïdes est principalement composée de corps rocheux et métalliques, les objets de la ceinture de Kuiper sont majoritairement constitués de composés volatils gelés comme le méthane, l'ammoniac ou l'eau.
En dehors de Pluton, repéré dès 1930, et son satellite Charon, détecté en 1978, le premier objet de Kuiper fut découvert en 1992. Ce serait le principal réservoir des comètes périodiques dont la période de révolution est inférieure à 200 ans. Les centaures et les objets épars, tels qu'Éris, en seraient issus. Triton, le plus gros satellite de Neptune, pourrait être un objet de la ceinture de Kuiper qui aurait été capturé par la planète. (134340) Pluton est le plus grand objet connu de la ceinture de Kuiper.
La ceinture de Kuiper ne doit pas être confondue avec le nuage d'Oort, zone encore théorique et supposée être mille fois plus éloignée. Les objets de la ceinture de Kuiper, ainsi que les objets épars et tout membre potentiel des nuages de Hills et d'Oort, sont collectivement nommés objets transneptuniens.

## Historique

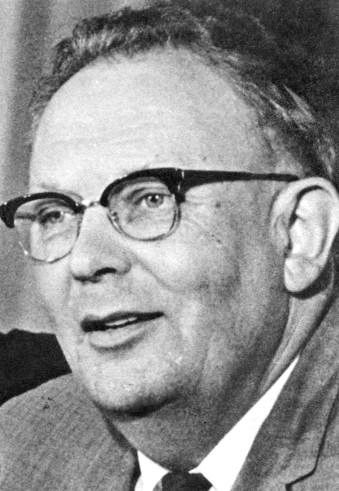
L'astronome américain d’origine néerlandaise Gerard Kuiper, en l'honneur de qui fut nommée la ceinture de Kuiper.

À la suite de la découverte de Pluton en 1930, de nombreux astronomes émirent l'hypothèse que d'autres corps pourraient être situés dans la même zone du Système solaire. Diverses théories furent émises concernant l'existence de la région appelée aujourd'hui ceinture de Kuiper durant les décennies suivantes. Ce n'est cependant qu'en 1992 que la première observation directe d'un de ses membres fut réalisée. Il est toutefois difficile d'attribuer la paternité de l'invention à un astronome, étant donné le nombre et la variété des théories proposées.
Le premier astronome à avoir suggéré l'existence d'une population transneptunienne est Frederick C. Leonard. En 1930, peu après la découverte de Pluton, il émit l'hypothèse que Pluton n'était que le premier d'une série de corps « ultra-neptuniens ».
En 1943, dans le Journal of the British Astronomical Association, Kenneth Edgeworth émit l'hypothèse selon laquelle, dans la région au-delà de Neptune, le matériau de la nébuleuse solaire était trop espacé pour se condenser en planètes, et avait donc plutôt formé une myriade de petits corps. Il conclut que « la région externe du Système solaire, au-delà de l'orbite des planètes, est occupée par un très grand nombre de petits corps de taille comparable » et que, de temps en temps, un des objets « s'écarte de sa propre sphère et apparaît comme un visiteur occasionnel dans le Système solaire interne », objet désigné de nos jours sous le nom de « comète ».
En 1951, dans un article publié dans le journal Astrophysics, Gerard Kuiper émit l'idée d'un disque s'étant formé au début de l'évolution du Système solaire et qui n'existerait plus. Les travaux de Kuiper se fondaient sur l'hypothèse que Pluton était de la taille de la Terre, hypothèse commune à l'époque ; dans ce cas, Pluton aurait alors éparpillé les petits corps vers le nuage d'Oort ou en dehors du Système solaire. Selon la formulation de Kuiper, il n'existerait plus aucune ceinture de Kuiper.
L'hypothèse prit diverses formes au fil des décennies suivantes : en 1962, le physicien Alastair Cameron postula l'existence d'une « énorme masse de petits matériaux aux frontières du Système solaire », tandis qu'en 1964, Fred Whipple estima qu'une « ceinture cométaire » pourrait être assez massive pour être à l'origine des anomalies constatées de l'orbite d'Uranus à l'origine de la recherche de la planète X, ou au moins pour modifier l'orbite des comètes connues. Les observations démentirent cette hypothèse.
En 1977, Charles Kowal découvrit Chiron, un planétoïde glacé en orbite entre Saturne et Uranus. En 1992, Pholos fut découvert sur une orbite similaire. Actuellement, une population entière de corps analogues aux comètes, les centaures, est connue dans cette région entre Jupiter et Neptune. Leurs orbites sont instables au-delà de la centaine de millions d'années, une durée de vie brève par rapport à l'âge du Système solaire. Les astronomes estiment que cette position devrait être fréquemment alimentée par un réservoir externe.

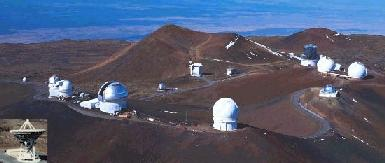
Les télescopes au sommet de Mauna Kea ont permis de découvrir le premier objet de la ceinture de Kuiper.

L'étude des comètes apporta d'autres preuves de l'existence de la ceinture. Les comètes ont une durée de vie finie, l'approche du Soleil sublimant leur surface et les réduisant petit à petit : leur population doit être réalimentée fréquemment car dans le cas contraire, les comètes auraient disparu du Système solaire. Si l'origine des comètes de longue période est le nuage d'Oort, l'existence de comètes à courte période (inférieure à 200 ans) était moins bien expliquée, sauf à penser qu'elles étaient toutes des comètes à longue période déviées par les géantes gazeuses. Dans les années 1970, la vitesse de découverte de telles comètes devint incompatible avec l'hypothèse selon laquelle toutes les comètes étaient issues du nuage d'Oort : un objet du nuage d'Oort doit être capturé par les planètes géantes pour devenir une comète à courte période. En 1980, Julio Fernandez affirma que pour chaque comète déviée dans le Système solaire interne depuis le nuage d'Oort, 600 devaient être éjectées dans l'espace interstellaire. Il spécula qu'une ceinture cométaire située entre 35 et 50 ua permettrait de rendre compte du nombre de comètes observées. En 1988, Martin Duncan, Tom Quinn et Scott Tremaine effectuèrent un ensemble de simulations informatiques pour déterminer si toutes les comètes observées pouvaient provenir du nuage d'Oort. Ils conclurent que celui-ci ne pouvait pas être à l'origine des comètes à courte période, notamment parce qu'elles sont situées près du plan de l'écliptique, tandis que les comètes du nuage d'Oort viennent de l'ensemble du ciel. Les simulations correspondaient aux observations lorsqu'une ceinture analogue à celle décrite par Fernandez était incluse dans le modèle. Il semblerait que ce soit parce que les termes « Kuiper » et « ceinture cométaire » apparaissaient dans la première phrase de la publication de Fernandez que Tremaine nomma cette région la « ceinture de Kuiper ».
En 1987, l'astronome David Jewitt, alors au MIT, s'interrogea sur l'« apparente vacuité du Système solaire externe ». Il entreprit des travaux avec Jane Luu, une de ses étudiantes, afin de trouver un objet au-delà de l'orbite de Pluton. À l'aide des télescopes de l'observatoire de Kitt Peak en Arizona et du Cerro Tololo Inter-American Observatory au Chili, puis à partir de 1988 du télescope de 2,24 m de Mauna Kea, Jewitt et Luu menèrent leur recherche avec un comparateur à clignotement, comme Clyde Tombaugh et Charles Kowal. Après cinq années de recherche, le 30 août 1992, Jewitt et Luu annoncèrent la « découverte de l'objet candidat à la ceinture de Kuiper 1992 QB1 ». Six mois plus tard, ils découvrirent un second objet dans la région, 1993 FW.

## Origine

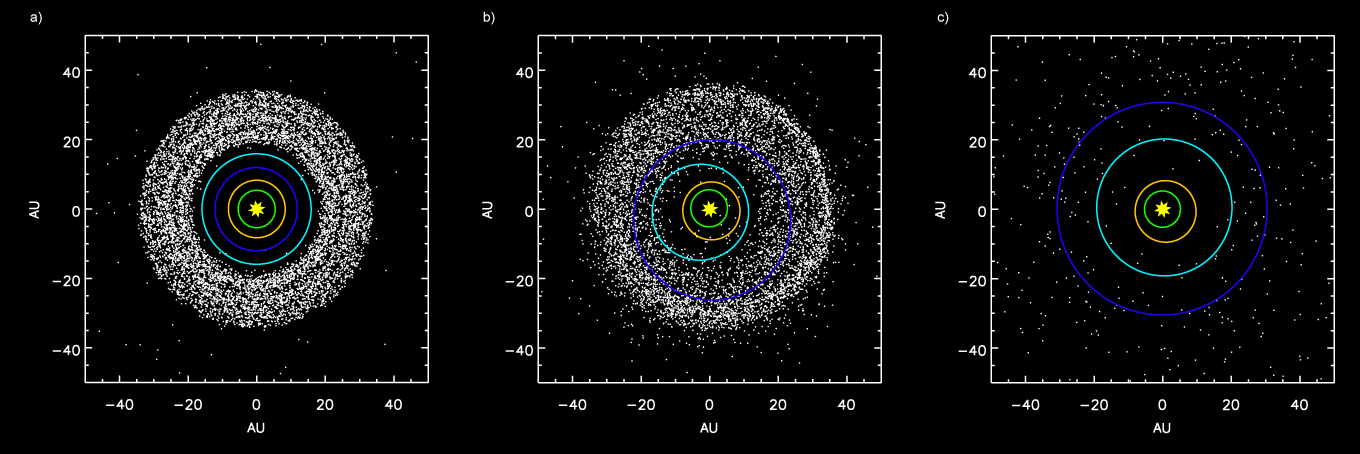
Simulation montrant les planètes externes et la ceinture de Kuiper : a) Avant la résonance 2:1 de Jupiter et Saturne, b) Dispersion des objets de la ceinture de Kuiper dans le Système solaire après la migration de Neptune, c) Après l'éjection d'objets de la ceinture de Kuiper par Jupiter.

La ceinture de Kuiper serait constituée de planétésimaux, des fragments du disque protoplanétaire qui entouraient initialement le Soleil et qui n'ont pas réussi à former des planètes, mais seulement de petits corps, le plus grand mesurant moins de 3 000 km de diamètre.
L'origine et la structure complexe de la ceinture de Kuiper demeurent mal comprises. Les modèles actuels échouent à expliquer précisément la distribution d'objets dans la ceinture de Kuiper et ce problème « continue de mettre en défaut les techniques analytiques ainsi que les ordinateurs et les logiciels de simulation les plus rapides ». Le futur télescope Pan-STARRS pourrait permettre d'approfondir la question.
Les modèles de formation du Système solaire lui prédisent une masse d'environ 30 masses terrestres, nécessaire pour provoquer l'accrétion d'objets de plus de 100 km de diamètre. Seule 1 % de cette masse est actuellement observée, une densité trop faible pour expliquer simplement l'existence de ces objets. De plus, l'excentricité et l'inclinaison des orbites dans la ceinture de Kuiper rendent les rencontres plus destructrices que créatrices.
Les simulations informatiques modernes montrent que la ceinture de Kuiper fut fortement influencée par Jupiter et Neptune. Elles suggèrent également qu'Uranus et Neptune n'ont pas été formées à leurs orbites actuelles car la matière n'était pas en quantité suffisante sur ces orbites pour permettre l'apparition d'objets d'une telle masse. Ces planètes se seraient formées plus près de Jupiter et auraient ensuite migré au début de l'évolution du Système solaire. Des travaux de Fernandez et Ip de 1984 émettent l'hypothèse qu'un phénomène d'échange de moment angulaire entre les objets épars et les planètes pourrait être à l'origine de la migration de ces dernières. À un stade de l'évolution du Système solaire, les orbites de Jupiter et de Saturne ont pu se retrouver en résonance 2:1 de sorte que Jupiter effectuait exactement deux tours du Soleil quand Saturne en faisait un. Une telle résonance aurait fortement perturbé les orbites d'Uranus et Neptune, provoquant un échange de leur orbite et une migration externe de Neptune dans une proto-ceinture de Kuiper, perturbant fortement cette dernière. Cette migration de Neptune aurait déplacé de nombreux objets transneptuniens vers des orbites plus lointaines et plus excentriques.
L'influence seule de Neptune semble cependant trop faible pour expliquer une perte de masse aussi importante. Les autres hypothèses proposées incluent le passage d'une étoile à proximité ou l'émiettage des petits objets, par collisions, en une poussière suffisamment fine pour être affectée par le rayonnement solaire.

## Structure

Vue d'artiste de la ceinture de Kuiper et du nuage d'Oort.

La ceinture de Kuiper s'étend entre 30 et 55 ua, si l'on inclut ses régions externes. Cependant, la partie principale de la ceinture s'étendrait entre la résonance orbitale 2:3 avec Neptune à 39,5 ua et la résonance 1:2 vers 48 ua. La ceinture de Kuiper est assez épaisse, sa concentration principale s'étendant jusqu'à 10° de chaque côté du plan de l'écliptique et une distribution plus diffuse d'objets jusqu'à plusieurs dizaines de degrés. Elle ressemble par conséquent davantage à un tore qu'à une ceinture. Sa position moyenne est inclinée de 1,86° par rapport à l'écliptique.
La présence de Neptune a eu un effet important sur la ceinture de Kuiper du fait des résonances orbitales. Sur des périodes comparables à l'âge du Système solaire, l'influence gravitationnelle de Neptune déstabilise les orbites de tout objet se trouvant dans certaines régions, soit en les envoyant vers le Système solaire interne, soit vers le disque épars ou l'espace interstellaire. Cette influence est à l'origine des lacunes prononcées que présente la structure de la ceinture de Kuiper et qui sont analogues aux lacunes de Kirkwood de la ceinture d'astéroïdes. Entre 40 et 42 ua, par exemple, aucun objet ne peut conserver une orbite stable sur des périodes si longues et ceux qu'on y observe actuellement ont migré relativement récemment.

### Ceinture classique

Classification des orbites à l'intérieur de la ceinture de Kuiper (schématisation selon les demi-grands axes des objets).

Entre 42 et 48 ua, l'influence gravitationnelle de Neptune est négligeable et les objets peuvent exister sans que leur orbite soit modifiée. Cette région est désignée comme la ceinture de Kuiper classique (en anglais, classical Kuiper belt objects, abrégé en CKBO) et les deux tiers des objets de la ceinture de Kuiper connus en 2007 en font partie,. Le premier KBO observé, (15760) Albion (désignation provisoire 1992 QB1) est considéré comme le prototype de ce groupe et les CKBO sont souvent appelés « cubewanos » (d'après la prononciation anglaise de QB1),. Parmi les cubewanos, on peut citer la planète naine Makémaké (entre 1 300  et   1 900 km de diamètre), Quaoar (1 280 km de diamètre), Ixion ou Lempo (un système binaire qui possède un satellite).
La ceinture de Kuiper classique semble être composée de deux populations distinctes. La première, nommée population « dynamiquement froide », possède, à l'instar des planètes, des orbites presque circulaires avec une excentricité inférieure à 0,1 et une inclinaison inférieure à 10°. La deuxième, « dynamiquement chaude », possède des orbites nettement plus inclinées sur l'écliptique, jusqu'à 30°. Ces deux populations furent nommées ainsi non pas à cause de leur température, mais par analogie avec les particules d'un gaz dont la vitesse relative s'accroît avec la température. Les deux populations ont également des compositions différentes ; la population froide est nettement plus rouge que la chaude, suggérant une origine distincte. La population chaude se serait formée près de Jupiter et aurait été éjectée par les géantes gazeuses. La population froide se serait formée plus ou moins à son emplacement actuel, bien qu'elle ait pu être ensuite rejetée vers l'extérieur par Neptune lors de la migration de cette planète,.

### Résonances

Distribution des orbites des cubewanos (en bleu), plutinos (en rouge) et objets épars proches (en gris). Le diagramme indique l'inclinaison d'un objet en fonction de son demi-grand axe ; la taille de chaque cercle illustre la taille relative d'un objet par rapport aux autres.

De nombreux objets de la ceinture de Kuiper sont en résonance orbitale avec Neptune ; le rapport de leur période orbitale avec celle de Neptune est une fraction entière. Plus de 200 objets en résonance 2:3 sont connus (c'est-à-dire qu'ils effectuent exactement deux révolutions autour du Soleil quand Neptune en fait trois), parmi lesquels Pluton et ses lunes. Les membres de cette famille portent le nom de plutinos et ont un demi-grand axe d'environ 39,4 ua.
Parmi les plutinos les plus grands, on trouve Orcus et Ixion qui pourraient être désignées planètes naines, lorsque leurs caractéristiques physiques auront été déterminées plus précisément,. De nombreux plutinos, y compris Pluton, ont une orbite qui croise celle de Neptune. Ils ne sont cependant pas susceptibles d'entrer en collision avec la planète en raison de la résonance des orbites. Les plutinos possèdent une excentricité élevée, ce qui suggère qu'ils n'occupent pas leur orbite initiale mais ont été déplacés lors de la migration de Neptune.
La résonance 1:2 (dont les objets parcourent une demi-orbite pour chacune de Neptune) correspond à des demi-grands axes d'environ 47,7 ua, et est peu peuplée.
Les objets qui la peuplent sont parfois appelés twotinos. D'autres résonances mineures existent à 3:4, 3:5, 4:7 et 2:5. En outre, Neptune possède des astéroïdes troyens qui occupent ses points de Lagrange L4 et L5, des régions gravitationnellement stables en avance et en retard sur son orbite. Ces troyens de Neptune sont parfois décrits comme étant en résonance 1:1 avec Neptune. Leur orbite est remarquablement stable et il est improbable qu'ils aient été capturés par Neptune. Ils se seraient formés en même temps que la planète.
Il existe relativement peu d'objets ayant un demi-grand axe inférieur à 39 ua, phénomène qui ne peut être expliqué par les résonances actuelles.
L'hypothèse couramment acceptée est que la zone a été soumise à des résonances orbitales instables lors de la migration de Neptune et que les objets présents ont été déplacés ou éjectés de la ceinture.

### Falaise de Kuiper

Histogramme du nombre d'objets de la ceinture de Kuiper connus en fonction de leur demi-grand axe.

La résonance 1:2 semble être une limite à la ceinture de Kuiper, au-delà de laquelle peu d'objets sont connus. On ignore s'il s'agit du bord extérieur de la ceinture classique ou juste du début d'une lacune très large. Des objets ont été découverts à la résonance 2:5, vers 55 ua, très en dehors de la ceinture classique ; cependant, les prédictions concernant l'existence d'un grand nombre d'objets situés entre ces résonances n'ont pas été confirmées par l'observation.
Historiquement, les premiers modèles de la ceinture de Kuiper suggéraient que le nombre de grands objets augmenterait d'un facteur deux au-delà de 50 ua. La chute brutale du nombre d'objets au-delà de cette distance, connue sous le nom de « falaise de Kuiper », fut complètement inattendue et reste inexpliquée en 2008. Selon Bernstein, Trilling et al., la diminution rapide du nombre d'objets de rayon supérieur à 100 km au-delà de 50 ua est réelle et ne correspond pas à un biais observationnel.
Une explication possible serait que les matériaux seraient trop épars ou en quantité insuffisante pour s'agréger en de grands objets. Il est également possible que de grands objets se soient formés, mais qu'ils aient été déplacés ou détruits pour des raisons inconnues. Selon Alan Stern du Southwest Research Institute, la cause pourrait en être l'interaction gravitationnelle d'un grand objet planétaire inconnu, de la taille de Mars ou de la Terre.
Cette limite ne signifie pas qu'aucun objet n'existe plus loin, ni n'exclut l'existence d'une deuxième ceinture de Kuiper plus éloignée. En fait, en 2004, la découverte de Sedna a confirmé l'existence d'objets entre la ceinture de Kuiper et le lointain et hypothétique nuage d'Oort.

## Objets

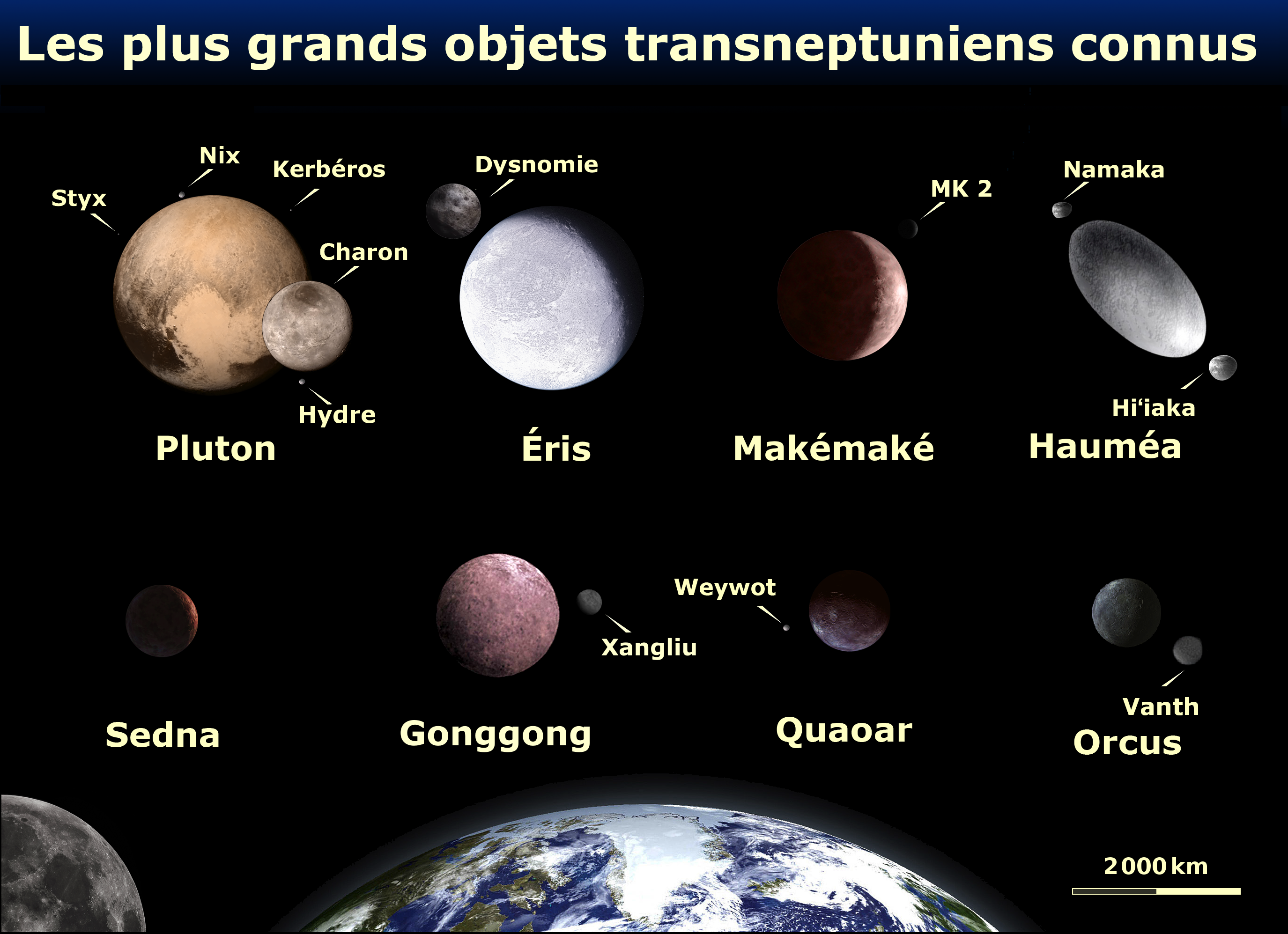
Dimensions relatives des huit plus grands objets transneptuniens connus par rapport à la Terre.

Illustration de la loi du nombre d'objets en fonction du diamètre.

Depuis la découverte du premier objet en 1992, plus de mille autres objets ont été découverts dans la ceinture de Kuiper et celle-ci contiendrait plus de 70 000 corps de plus de 100 km de diamètre.
En 2007, Pluton était le plus grand objet connu de la ceinture de Kuiper avec un diamètre de 2 300 km. Depuis 2000, plusieurs objets de la ceinture de Kuiper de diamètre compris entre 500 et 1 200 km ont été découverts. Quaoar, un objet classique découvert en 2002, a un diamètre supérieur à 1 200 km. Makémaké et Hauméa dont les découvertes furent annoncées simultanément le 29 juillet 2005 sont encore plus grands. D'autres objets, tels que Ixion (découvert en 2001) et Varuna (découvert en 2000) ont un diamètre d'environ 500 km.
Bien que Pluton soit l'un des plus gros corps de la ceinture de Kuiper, plusieurs objets en dehors de la ceinture de Kuiper mais qui pourraient en être issus, sont plus grands que cette planète naine. Éris, un objet épars, est environ 27 % plus massif, quoique légèrement plus petit, de même que Triton (17 %), un satellite de Neptune.
En 2015, seuls cinq objets du Système solaire, Cérès, Pluton, Hauméa, Makémaké et Éris, sont officiellement considérés comme des planètes naines, les quatre derniers cités étant des plutoïdes. Cependant, plusieurs autres objets de la ceinture de Kuiper ont une taille suffisante pour qu'ils soient sphériques et pourraient être classés parmi les planètes naines dans le futur.
Malgré sa grande étendue, la masse totale de la ceinture de Kuiper est assez faible, estimée à environ un dixième de celle de la Terre. La plupart des objets sont faiblement lumineux, ce qui est en accord avec les modèles de formation par accrétion, dans la mesure où seule une partie des objets possédant une certaine taille ont été capables de grossir davantage. De manière générale, le nombre d'objets d'une certaine taille N est inversement proportionnelle à une certaine puissance q du diamètre D : N ~ D-q. Cette relation de proportionnalité est confirmée par les observations et la valeur de q est estimée à 4 ± 0,5. Dans l'état actuel des connaissances (2008), seule la magnitude des objets est connue ; leur taille est déduite en supposant leur albédo constant.
Deux des trois plus grands objets de la ceinture de Kuiper possèdent des satellites : Pluton en possède cinq et Hauméa deux. En outre, Éris, un objet épars, qui se serait formé dans la ceinture de Kuiper, en possède un. La proportion d'objets de la ceinture de Kuiper possédant un satellite est plus élevée pour les grands objets que pour les petits, ce qui suggère un mécanisme de formation différent. Par ailleurs, 1 % (soit un pourcentage élevé) des objets seraient des systèmes binaires, c'est-à-dire deux objets de masse relativement proche en orbite l'un autour de l'autre. Pluton et Charon sont l'exemple le plus connu.
La masse totale des objets de la ceinture de Kuiper a été estimée à partir d'un recensement des objets par télescope, en se fondant sur leur nombre et leur magnitude, en estimant l'albédo moyen à 0.04 et la densité moyenne à 1 g/cm3. Cela donne une masse à peu près équivalente à seulement 1 % de la masse terrestre.

### Composition des objets

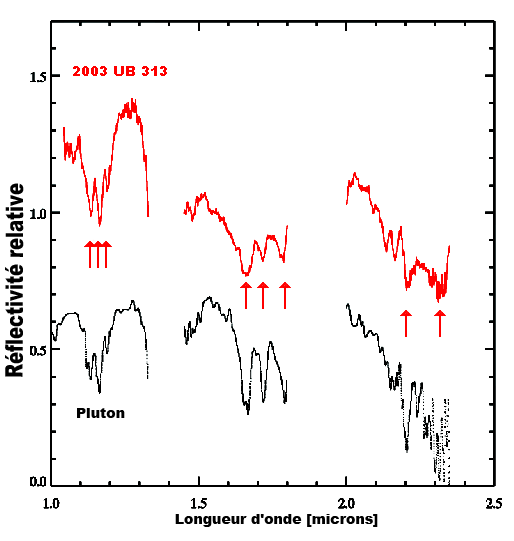
Spectres infrarouges d'Éris (en rouge) et de Pluton (en noir) mettant en évidence les raies d'absorption du méthane communes aux deux spectres.

Les études menées sur la ceinture de Kuiper depuis sa découverte ont permis de déterminer que ses membres sont principalement composés de glaces : ils sont constitués d'un mélange d'hydrocarbures légers (comme le méthane), d'ammoniac et de glace d'eau, une composition identique à celle des comètes. La température de la ceinture est d'environ 50 K, soit −223 °C : les composés sont donc présents à l'état solide.
La distance et la faible taille des objets de la ceinture de Kuiper rendent extrêmement difficile la détermination de leur composition chimique par spectroscopie. Quelques succès ont néanmoins été obtenus. En 1996, des données spectrographiques de (15789) 1993 SC furent obtenues et mirent en évidence que sa surface avait une composition similaire à celle de Pluton ou de la lune de Neptune, Triton ; de grandes quantités de glace de méthane ont été identifiées. De la glace d'eau a été détectée sur plusieurs objets, dont (19308) 1996 TO66, Huya et Varuna. En 2004, l'existence de glace d'eau cristalline et d'hydrate d'ammoniac fut établie sur Quaoar. Ces deux substances auraient été détruites si elles avaient existé depuis le début du Système solaire, ce qui suggère qu'elles sont apparues à la surface de Quaoar récemment, soit par une activité tectonique interne, soit à la suite d'impacts météoritiques.
La couleur des objets de la ceinture de Kuiper a été l'une des premières caractéristiques qu'il a été possible de déterminer. Ces premières données ont indiqué une grande diversité de couleurs, allant du gris au rouge profond, suggérant que leurs surfaces sont composées d'un grand nombre de matériaux différents, allant des glaces sales aux hydrocarbures. Cette diversité de couleurs a surpris les astronomes qui s'attendaient à observer des objets uniformément sombres, en raison de la perte de leurs composés volatils gelés, du fait des rayons cosmiques. Diverses explications ont été avancées, dont une réalimentation des surfaces par impact ou un dégazage. Selon une analyse des objets de la ceinture de Kuiper connus en 2001, réalisée par Jewitt et Luu, ces variations de couleurs sont trop extrêmes pour être simplement expliquées par des impacts aléatoires.

## Anciens objets de la ceinture de Kuiper
Un certain nombre d'objets du Système solaire, bien que ne faisant pas partie de la ceinture de Kuiper, y auraient été formés.

### Objets épars

Projection des orbites des objets transneptuniens en vue polaire (en haut) et écliptique (en bas). Les objets épars sont tracés en noir, les cubewanos en bleu et les objets en résonance 2:5 avec Neptune en vert.

Les objets épars forment une population peu dense qui s'étend au-delà de la ceinture de Kuiper, jusqu'à au moins 100 ua. Ils possèdent des orbites fortement elliptiques et inclinées par rapport au plan de l'écliptique. La plupart des modèles de formation du Système solaire comportent des planétoïdes glacés, se formant initialement dans la ceinture de Kuiper, puis déplacés vers le disque des objets épars par des interactions gravitationnelles, particulièrement celles de Neptune. Éris, le plus gros objet transneptunien connu (en 2007), ou (15874) 1996 TL66 en sont deux exemples.
D'après le Centre des planètes mineures, qui catalogue officiellement tous les objets transneptuniens, un objet de la ceinture de Kuiper (KBO) est, par définition, un objet dont l'orbite est située exclusivement dans la région nommée ceinture de Kuiper, quelles que soient son origine ou sa composition. Les objets en dehors de la ceinture sont classés sous le terme d’objets épars. Cependant, dans certains cercles scientifiques, le terme objet de la ceinture de Kuiper est utilisé pour désigner tout planétoïde glacé, originaire du Système solaire externe, qui aurait fait partie de la ceinture, même si son orbite s'est par la suite déplacée au-delà de la ceinture de Kuiper (vers la région du disque des objets épars). Ils décrivent fréquemment les objets épars sous le nom d’objets de la ceinture de Kuiper épars. Éris est ainsi souvent considéré comme objet de la ceinture de Kuiper (KBO), bien que, techniquement, ce soit un objet épars (SDO). Il n'existe pas en 2007 de consensus parmi les astronomes sur la définition limitative de la ceinture de Kuiper.
Les centaures, qui ne sont pas normalement considérés comme partie de la ceinture de Kuiper, seraient également des objets épars de cette ceinture, mais qui auraient migré vers l'intérieur du Système solaire plutôt que vers l'extérieur. Le Centre des planètes mineures regroupe les centaures et les objets épars sous le terme d'objets de la ceinture de Kuiper épars.

### Triton

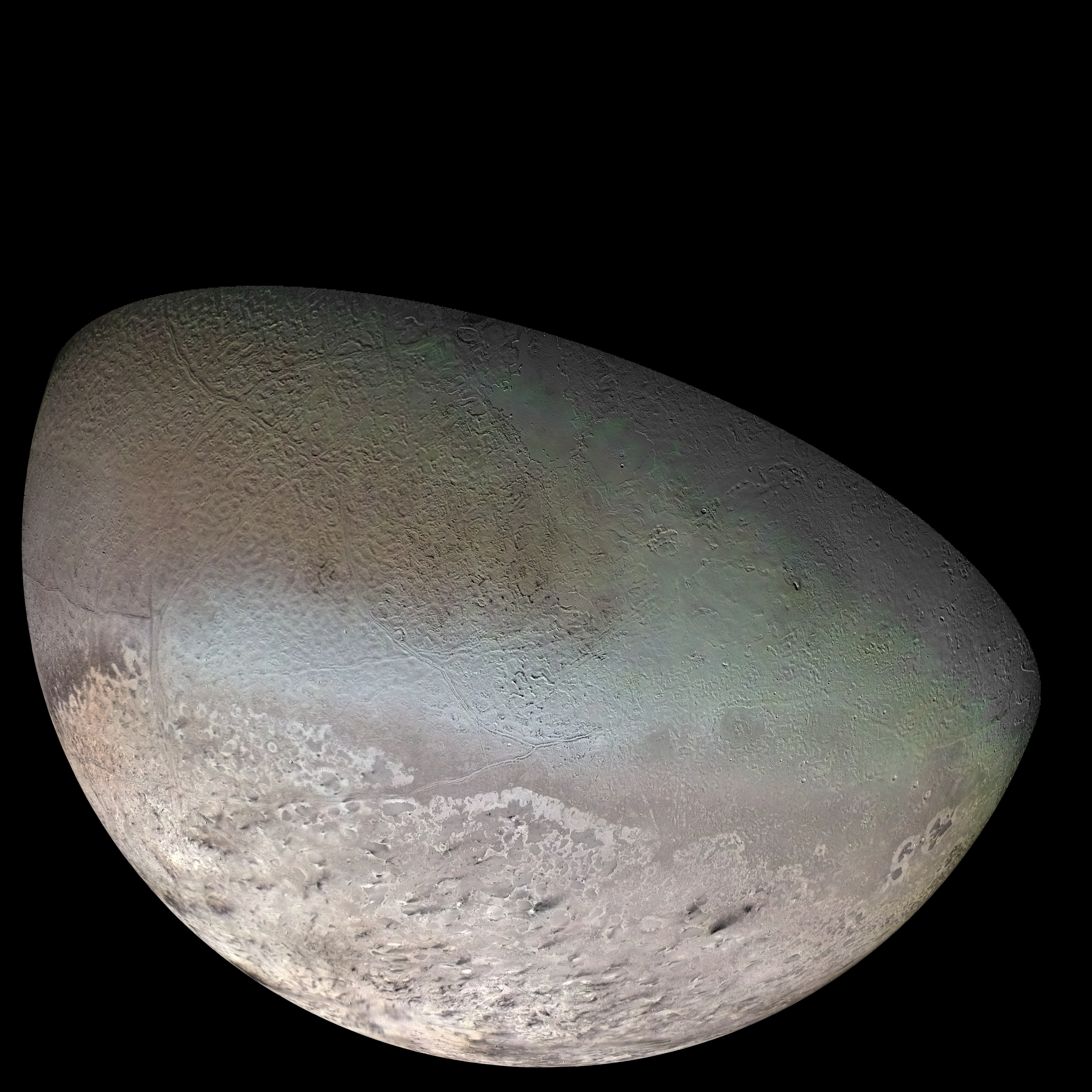
Triton, la lune de Neptune, photographiée par la sonde Voyager 2.

Pendant sa période de migration, Neptune aurait capturé l'un des plus grands objets de la ceinture de Kuiper, l'actuelle lune Triton. Triton est la plus grande lune du Système solaire dont l'orbite soit rétrograde, ce qui suggère une origine distincte des grandes lunes de Jupiter et Saturne, dont on suppose qu'elles se sont formées par accrétion en même temps que la planète, autour de laquelle elles sont en orbite. Triton aurait donc été capturé, déjà formé, par Neptune. Le processus de capture reste inexpliqué, mais il laisse à penser que Triton se serait formé au sein d'une population nombreuse d'objets, dont la gravité permettrait de ralentir suffisamment son mouvement pour permettre sa capture.
Les analyses spectrales de Triton et Pluton montrent qu'ils sont formés des mêmes matériaux, comme le méthane et le monoxyde de carbone. Ces différents arguments suggèrent que Triton était à l'origine un membre de la ceinture de Kuiper, capturé lors de la migration de Neptune.

### Comètes

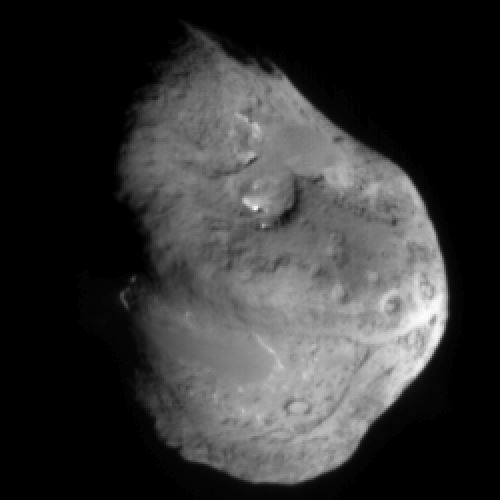
La comète Tempel 1, une comète périodique de la famille de Jupiter, photographiée par la sonde Deep Impact.

Les comètes du Système solaire peuvent être grossièrement divisées en deux catégories, en fonction de leur période orbitale.
Les comètes à longue période proviendraient du nuage d'Oort. Parmi les comètes à courte période, on distingue celles de la famille de Jupiter et celles de la famille de Halley. Ce dernier groupe, nommé d'après son prototype, la comète de Halley, serait originaire du nuage d'Oort, mais aurait été déplacé vers l'intérieur du Système solaire par l'attraction des géantes gazeuses. L'autre groupe, la famille de Jupiter, serait issu de la ceinture de Kuiper : la grande majorité des comètes de cette famille proviendraient du disque des objets épars qui sont eux-mêmes d'anciens membres de la ceinture de Kuiper. Les centaures seraient un stade dynamiquement intermédiaire entre les objets épars et la famille de Jupiter.
Malgré leur probable origine commune, les comètes de la famille de Jupiter et les objets de la ceinture de Kuiper présentent de nombreuses différences. Bien que les centaures partagent la coloration rougeâtre de nombreux objets de la ceinture de Kuiper, les noyaux des comètes sont plus bleus, indiquant une composition chimique ou physique différente. L'hypothèse la plus communément acceptée est que la surface des comètes est recouverte par des matériaux issus de l'intérieur lorsqu'elles s'approchent du Soleil, ce qui enterre les matériaux rouges plus anciens.

## Ceintures de Kuiper extrasolaires

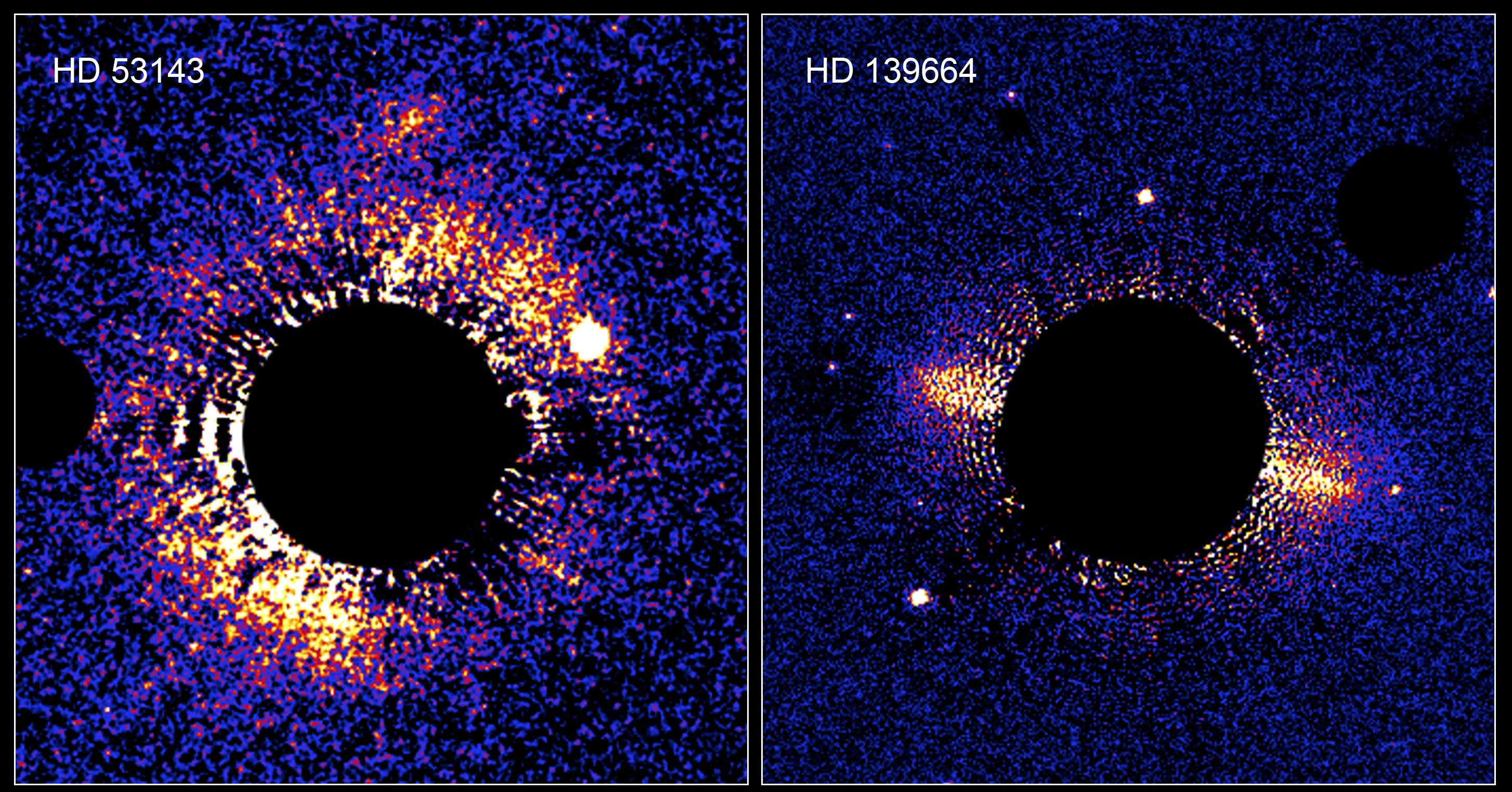
Photographie par le télescope spatial Hubble de disques de débris autour des étoiles HD 53143 (à gauche) et HD 139664 (à droite).

Des structures analogues à la ceinture de Kuiper ont été observées autour d'une vingtaine d'étoiles. Les observations ont permis d'identifier des ceintures larges, d'un rayon supérieur à 50 ua, et des ceintures étroites (comme la ceinture de Kuiper du Soleil), d'un diamètre compris entre 20 et 30 ua et des limites relativement bien définies. La plupart des disques de débris connus autour d'autres étoiles sont assez jeunes. Ceux découverts autour des étoiles HD 53143 et HD 139664 sont cependant suffisamment âgés (environ 300 millions d'années) pour être dans une configuration stable. L'image de gauche est une vue polaire d'une ceinture large et l'image de droite une vue équatoriale d'une ceinture étroite (le rond noir central est dû au coronographe du télescope Hubble).

## Exploration
La ceinture de Kuiper n'a pour l'instant jamais été explorée par une sonde spatiale. Cependant, la mission New Horizons, lancée le 19 janvier 2006 et qui a survolé Pluton le 14 juillet 2015, doit ultérieurement survoler un autre objet de la ceinture de Kuiper dont le choix n'était pas encore arrêté lors du survol. Le second objet devait avoir un diamètre compris entre 40 et 90 km et, dans l'idéal, être blanc ou gris, contrairement à la coloration rouge de Pluton. Selon John Spencer, un astronome de l'équipe New Horizons, le second objet n'a pas été sélectionné tout de suite car l'équipe scientifique attend les données issues de Pan-STARRS afin d'avoir le choix le plus large possible. Ce projet est destiné à détecter en grand nombre les petits corps du Système solaire, parmi lesquels les objets de la ceinture de Kuiper, et devait être pleinement opérationnel à partir de 2009, soit trois ans après le lancement de la sonde. Le 31 août 2015, la NASA annonce que la sonde visitera (486958) 2014 MU69 (aujourd'hui nommé Arrokoth), le survol étant prévu pour janvier 2019. En novembre 2015 et avril 2016, la sonde prend quelques clichés à grande distance du quasi-satellite de Pluton (15810) Arawn.
Le survol de 2014 MU69 a lieu le 1er janvier 2019, New Horizons se trouvant alors à 43,4 ua du Soleil, dans la constellation du Sagittaire,,,. La sonde passe à moins de 3 500 km de 2014 MU69, soit trois fois moins que la distance minimum auprès de Pluton. Elle fait des mesures de température, recherche la présence d'une atmosphère, d'une activité géologique, de lunes et d'anneaux, et renvoie des images d'une résolution allant jusqu'à 70 m (contre 183 m pour Pluton).
Entre 2019 et 2021, New Horizons visite plus de vingt autres corps de la ceinture de Kuiper, en étudie les propriétés de surface et la forme, et recherche la présence de satellites. Elle étudie aussi l'environnement spatial de la ceinture de Kuiper : hélium, vent solaire et particules chargées.
Par la suite, elle aurait détectée la présence de poussières entre 50 et 60 ua, laissant entrevoir la possibilité que cette structure soit plus étendue que ce que l’on pensait initialement.

## Une seconde ceinture de Kuiper?
De 2021 à 2023, des télescopes terrestres, dont notamment le télescope Subaru du Mauna Kea, recherchent des cibles intéressantes pour les observations de New Horizons. Des centaines de nouveaux objets sont ainsi découverts, la plupart à une distance du Soleil comprise entre 30 et 50 ua, mais douze au-delà de 60 ua, possiblement séparés — semble-t-il — par un vide entre 50 et 60 ua. Ces objets distaux pourraient appartenir à une seconde ceinture de Kuiper,.

## Ceinture de Kuiper dans la culture
- Le roman court Sur la route d'Aldébaran, écrit par Adrian Tchaikovsky, se déroule dans la ceinture de Kuiper, au large de Pluton. Un artéfact d'origine extraterrestre est détecté dans cette zone du Système solaire et un vaisseau spatial d'exploration emportant vingt-neuf astronautes y est envoyé conjointement par la NASA, l'Agence spatiale européenne et Roscosmos.